# Blekticka
Blekticka (Pachykytospora tuberculosa) är en svampart som först beskrevs av Elias Fries, och fick sitt nu gällande namn av Kotl. & Pouzar 1963. Pachykytospora tuberculosa ingår i släktet Pachykytospora och familjen Polyporaceae.   Inga underarter finns listade i Catalogue of Life.
I den svenska databasen Dyntaxa används istället namnet Haploporus tuberculosus för samma taxon.  Arten är reproducerande i Sverige.